# Колевекио (Терамо)
Колевекио је насеље у Италији у округу Терамо, региону Абруцо.
Према процени из 2011. у насељу је живело 97 становника. Насеље се налази на надморској висини од 349 м.